# Raukajjaurasj
Raukajjaurasj är en sjö i Gällivare kommun i Lappland och ingår i Kalixälvens huvudavrinningsområde. Sjön har en area på 0,185 kvadratkilometer och ligger 492 meter över havet. Raukajjaurasj ligger i Lina fjällurskog Natura 2000-område.

## Delavrinningsområde
Raukajjaurasj ingår i det delavrinningsområde (750003-168235) som SMHI kallar för Nedlagd mätstation. Medelhöjden är 502 meter över havet och ytan är 11,38 kvadratkilometer. Räknas de 116 avrinningsområdena uppströms in blir den ackumulerade arean 2 168,22 kvadratkilometer. Avrinningsområdets utflöde Kalixälven (Kaitumälven) mynnar i havet. Avrinningsområdet består mestadels av skog (75 procent) och sankmarker (16 procent). Avrinningsområdet har 1,02 kvadratkilometer vattenytor vilket ger det en sjöprocent på 8,9 procent.